# Riaucourt

Riaucourt este o comună în departamentul Haute-Marne din nord-estul Franței. În 2009 avea o populație de 467 de locuitori.

## Evoluția populației
| An        | 1975 | 1982 | 1990 | 1999 | 2006 | 2009 |
| --------- | ---- | ---- | ---- | ---- | ---- | ---- |
| Populație | 513  | 408  | 445  | 446  | 478  | 467  |